# Jäts gamla kyrka

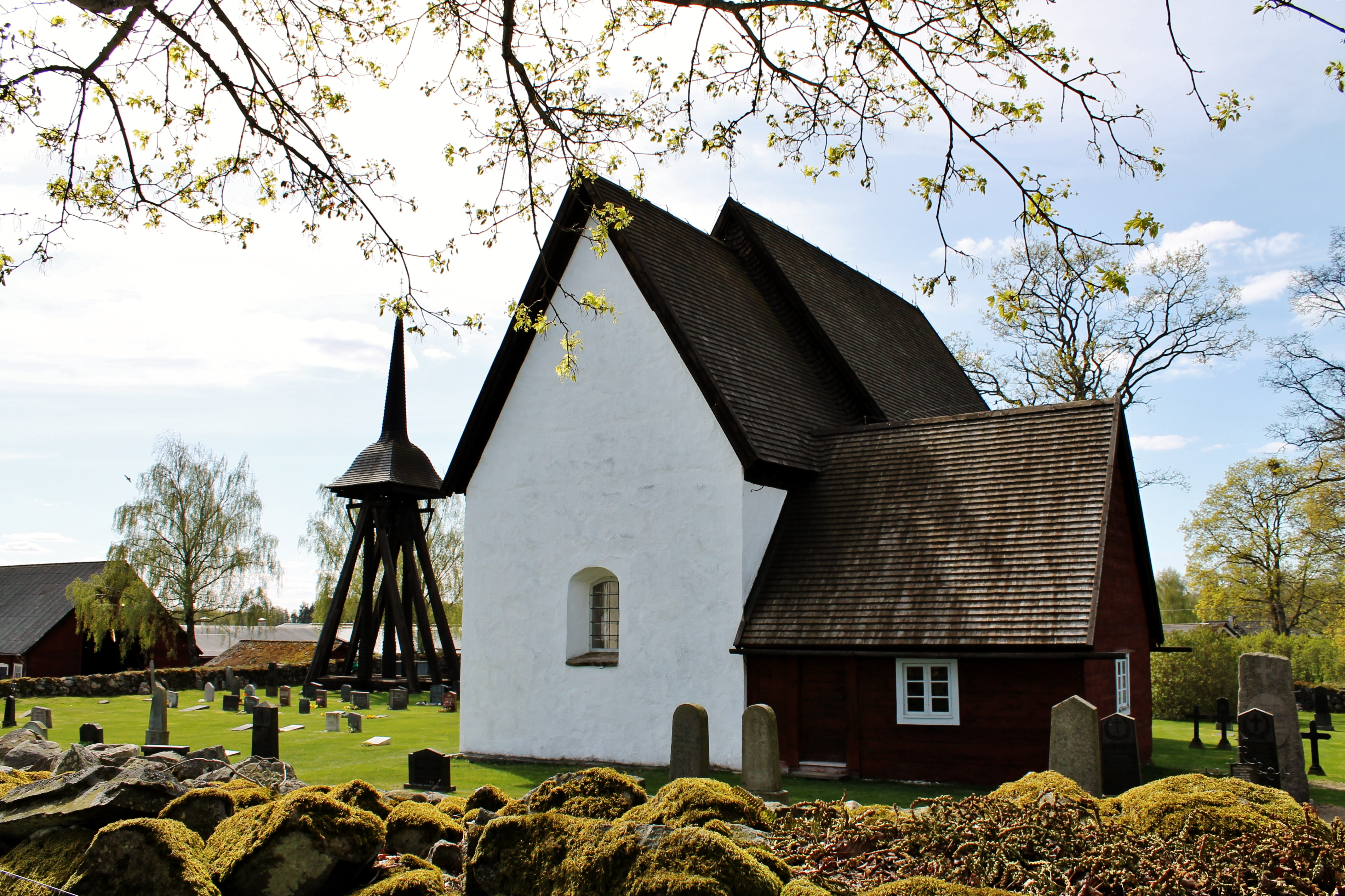
Jäts gamla kyrka med klocktstapeln och sakristian.

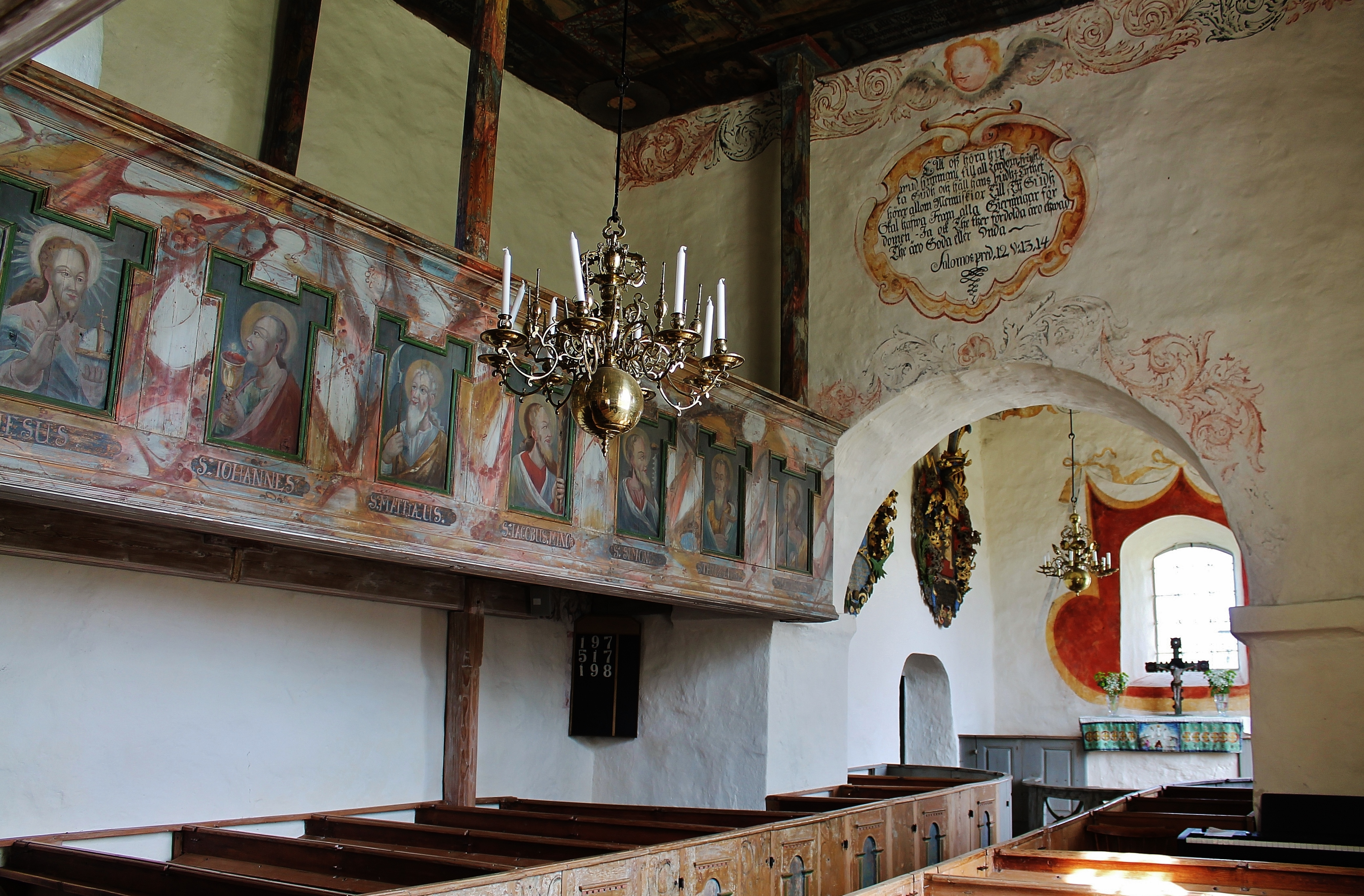
Norra sidoläktaren och koret.

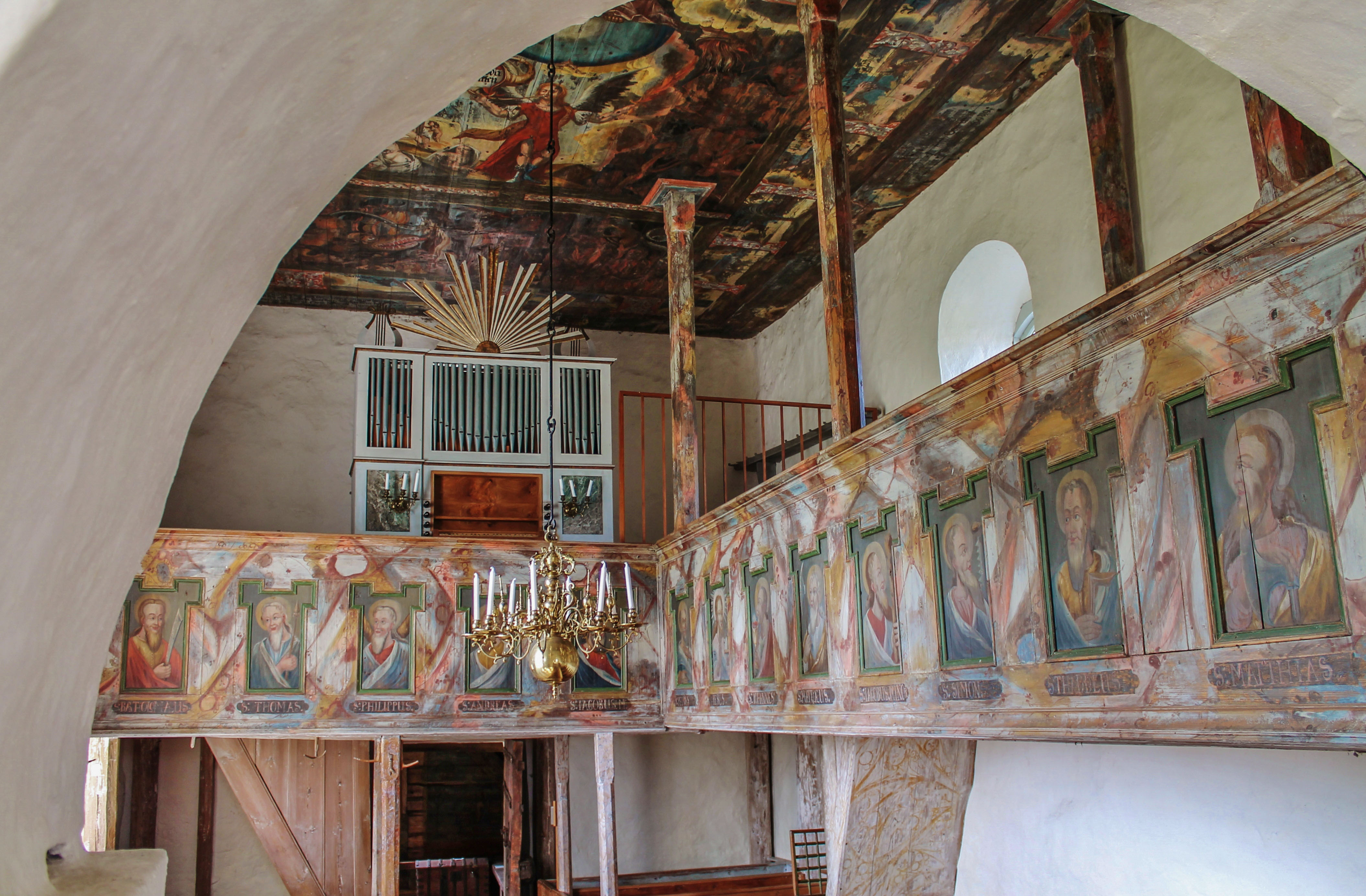
Kyrkorummet med läktarorgeln.

Jäts gamla kyrka är belägen söder om Växjö efter vägen mot Urshult och tillhör Ingelstads församling. Epitetet "gamla" har den sedan 1910, då den nya kyrkan tre kilometer längre norrut stod klar.

## Kyrkobyggnaden
Den vitkalkade kyrkobyggnaden är enligt dendrokronologisk undersökning av den helt bevarade takstolen uppförd 1226 medan den rödfärgade sakristian i liggtimmer är från 1733. Nuvarande vapenhus från 1686 är uppfört i liggtimmer. När Jäts nya kyrka var färdigbyggd 1910 togs kyrkan ur bruk. Kyrkan restaurerades 1959 samt 1969-1974 och undgick att bli ruin.
Kyrkan som är uppförd i sten har behållit sin ursprungliga romanska grundplan. Den består av ett långhus och ett smalare rakslutande kor. Långhusets och korets murar är 1 meter tjocka. Koret avskiljs från långhuset med en triumfbåge. Såväl långhuset som koret har haft utvändig dekorering i rött, som endast fragmentariskt är bevarade. Ursprungligen var ingången till kyrkorummet förlagd till sydsidan. 1796 flyttades det framförliggande vapenhuset till västsidan som blev huvudingång. Sydportalen förändrades till ett fönster. 1733 revs den gamla sakristian som ansågs för liten ersattes med den nuvarande. I ett stämmoprotokoll från 1843 framgår det att tanken funnits att förse kyrkan med ett klocktorn av trä eftersom klockstapeln ansågs bristfällig. 1857 beslöt man istället för tornbygge att uppföra en helt ny kyrka så snart ekonomin tillät. Det kom dock att dröja till 1908 innan beslutet verkställdes.
Klockstapeln som har sin plats vid kyrkogårdens sydvästra hörn uppfördes sannolikt under 1600-talet. Den har tidigare varit inklädd med bräder. 1924 skadades stapeln av ett blixtnedslag. Huven och spiran brann ned. 1929 restaurerades klockstapeln och fick sitt nuvarande utseende. Eftersom klockorna överförts till nya kyrkan anskaffades 1935 en ny klocka.

## Interiör
I själva kyrkan finns dekorativa målningar utförda av växjökonstnären Johan Christian Zschotzscher år 1749. Denne har försett långhusets tak med en framställning av Yttersta domen. Mittbilden framställer Kristus som världsdomare sittande på regnbågen. Väggdekoren utgörs i huvudsak av akantusrankor, samt inskrift på korbågen. Korfönstret omges av en draperimålning. Zschotzscher försåg även de båda läktarna med bilder på Kristus och apostlarna. Det finns även andra målningar i vapenhus och sakristia, men de är gjorda av andra konstnärer från samma tid.
Målningarna i sakristian utfördes 1735 av Carl Ruth medan de i vapenhuset utfördes 1758 av Per Olsson. I sakristian har Ruth målat en rund medaljong med framställning av Treenigheten. Östra respektive norra väggen pryds av en figurfris med ursprungligen tolv bildfält med Kristus och apostlarna.
I vapenhuset har Per Olsson avbildat Treenigheten samt änglar och bibelspråk. Norra väggen pryds av Jakobs dröm om himmelsstegen och Jesu dop. Västra väggen har försetts med dels en målning med ett stadsmotiv, dels ett motiv av korpar som kommer med mat till profeten Elia. På södra väggen skildras Jesu intåg i Jerusalem.
När den nya kyrkan uppförts flyttades dopfunten och predikstolen till denna. Ett flertal äldre inventarier överfördes till Smålands museum, Växjö. I kyrkorummet finns följande kvarvarande inventarier:
- Det murade altaret i koret är troligen från kyrkans ursprungliga byggnadstid.
- Altarkrucifixet dateras till senmedeltiden. Ommålat under 1600-talet.
- Bänkinredningen härrör sannolikt från 1600-talet.
- Kvinnoläktaren i norr är uppförd 1739. Tillkomsten för läktaren i väster är obekant.
- Tavla med motiv: ”Korsnedtagningen”. Osignerad kopia efter Rubens målning. Gåva till kyrkan 1888.
- Tre skulpturer varav en föreställer den himlafarne Kristus samt två putti. Har troligen ingått i en altaruppsats från 1700-talet.
- Kyrkkista av ek med järnbeslag från 1600-talet.
- Huvudbanér över Bengt Uggla. Död 1747.
- Huvudbanér över Christer Boije. Död 1751.
- Minnestavla över Johan Ernst Boije. Död 1773.

## Orgel[2]
Kyrkans orgel insattes 1872 eller 1874. Orgelbyggaren är okänd och kan eventuellt vara Johannes Holmquist. Orgelfasaden är utförd i empirestil. 1974 restaurerades orgeln av Reinhard Kohlus. Den har fyra och en halv stämmor av vilka en (Pan:flaut 2') till stor del är av metall (zink Giss-f2,tenn fiss2-f3), medan övriga stämmor är av trä.
| Manual                    | Pedal   |
| Gedakt 8’ B               | Bihängd |
| Täckflöjt 8' D            |         |
| Flauto Dolce 8' D (fr f0) |         |
| Täckflöjt 4' B/D          |         |
| Flauto Dolce 4'           |         |
| Panflöjt 2'               |         |

## Bildgalleri

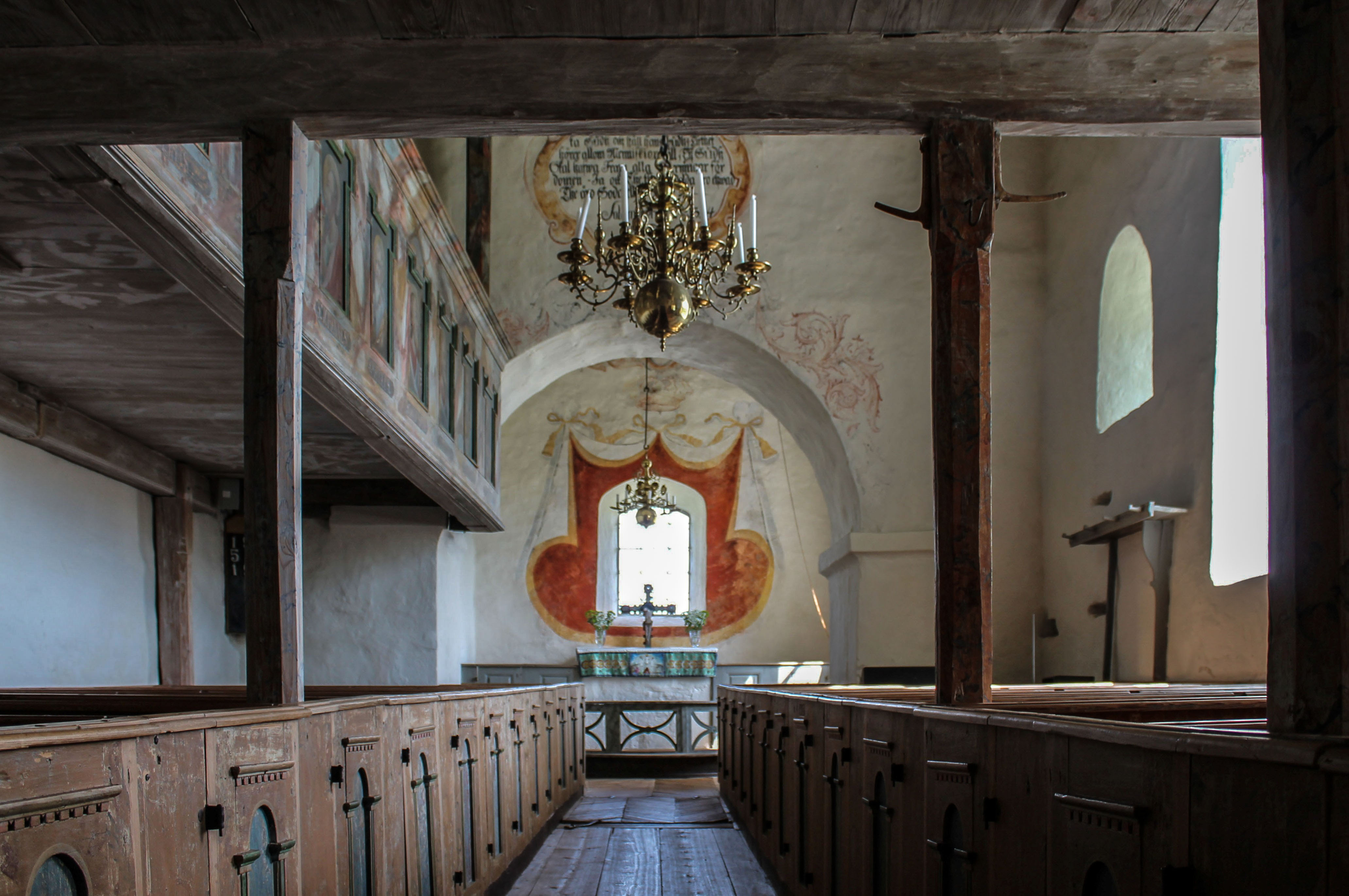
Kyrkorummet mot öster.
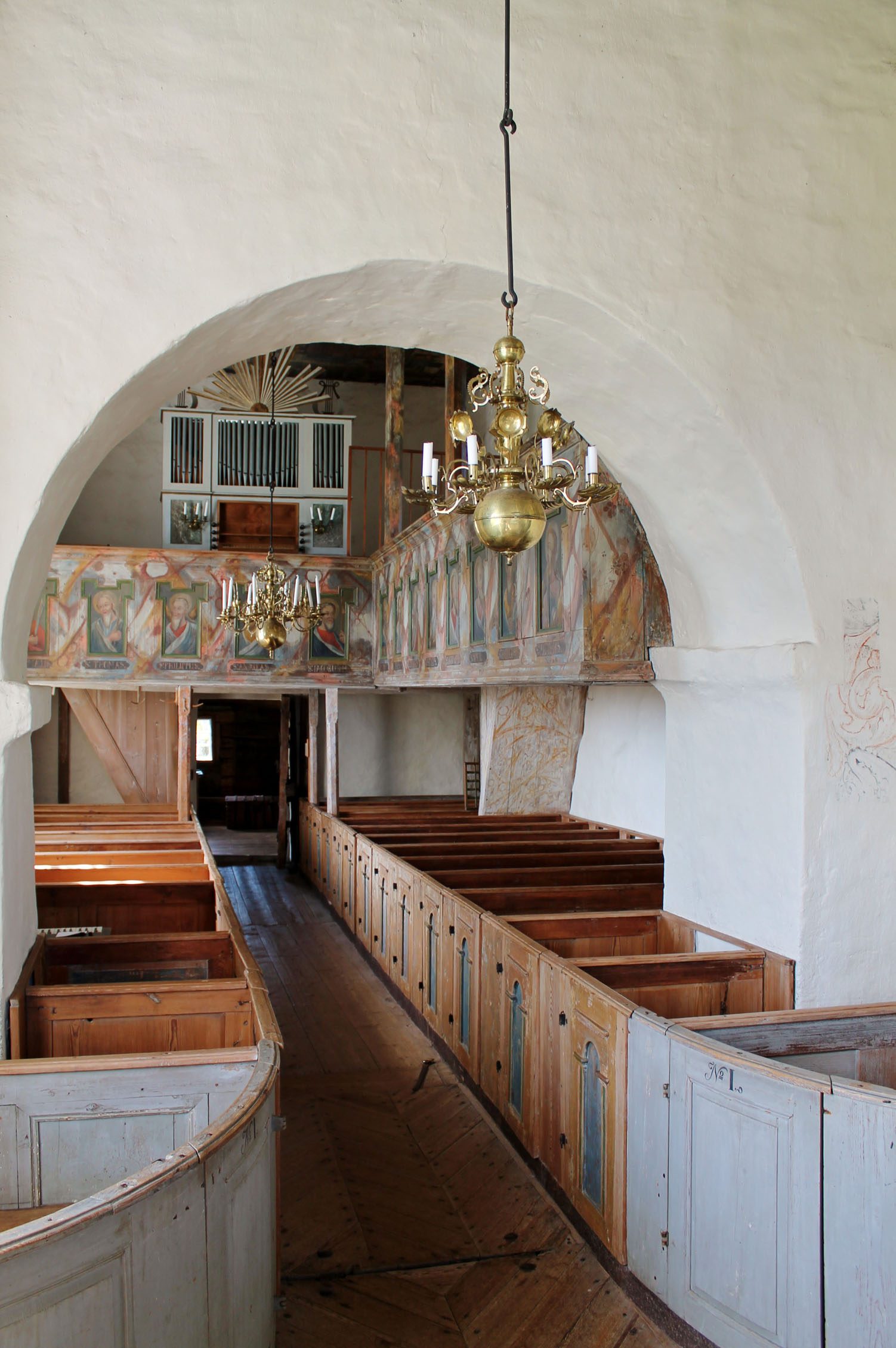
Kyrkorummet med triumfbågen och bänk resp. läktarinredning.
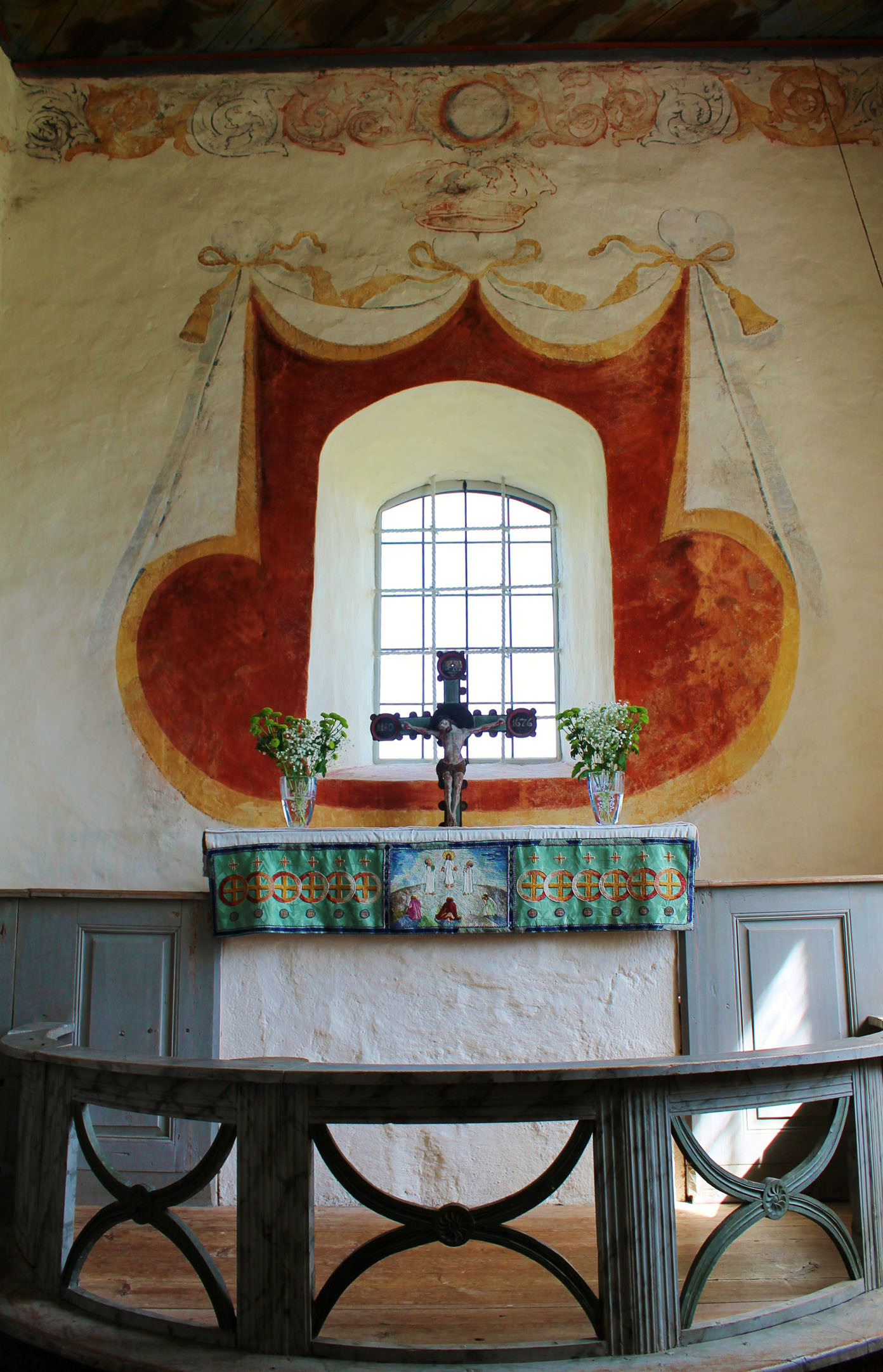
Koret med draperimålning.
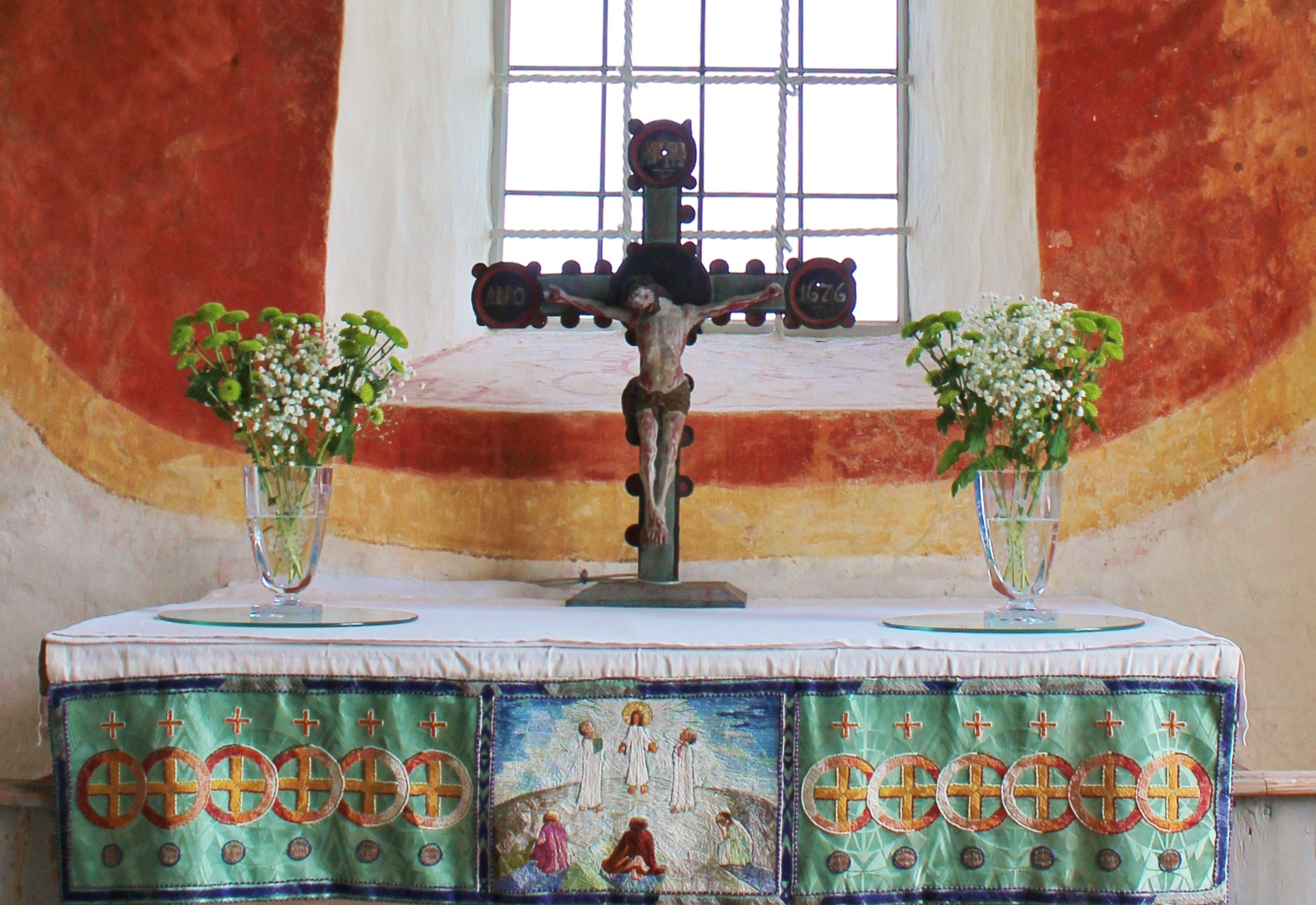
Senmedeltida altarkrucifix.
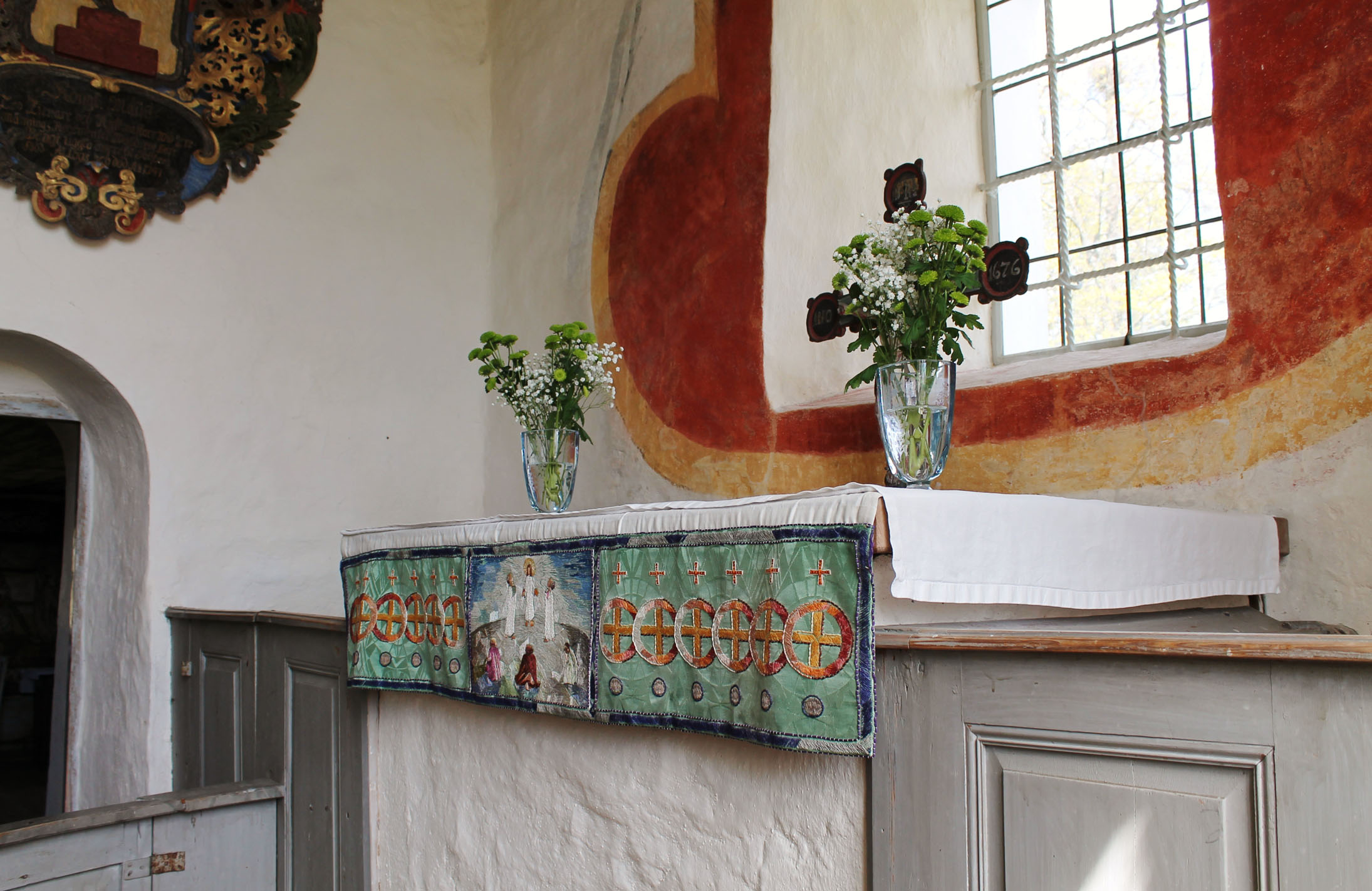
Det medeltida stenaltaret.
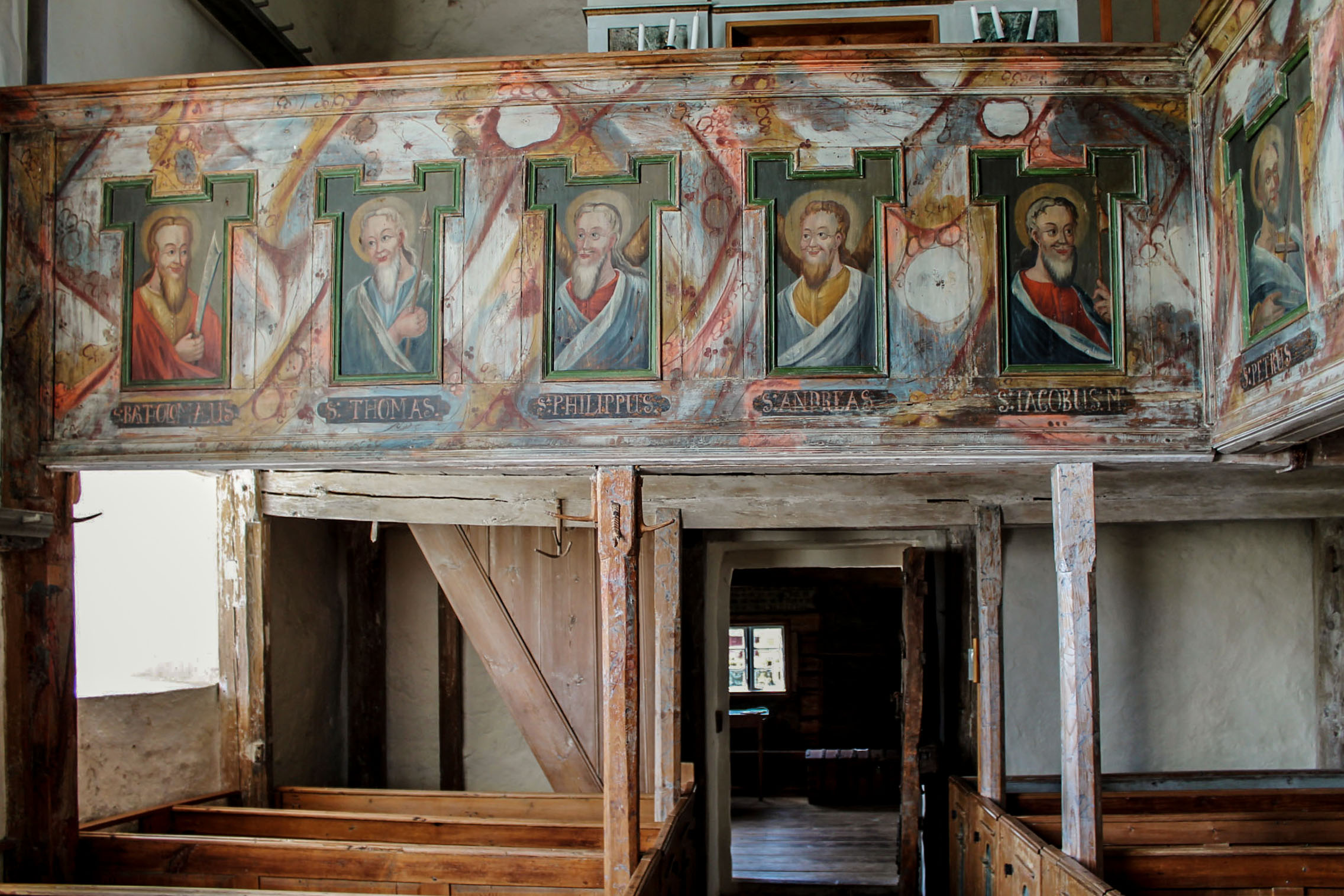
Mäster Zschotzschers målningar av apostlarna.
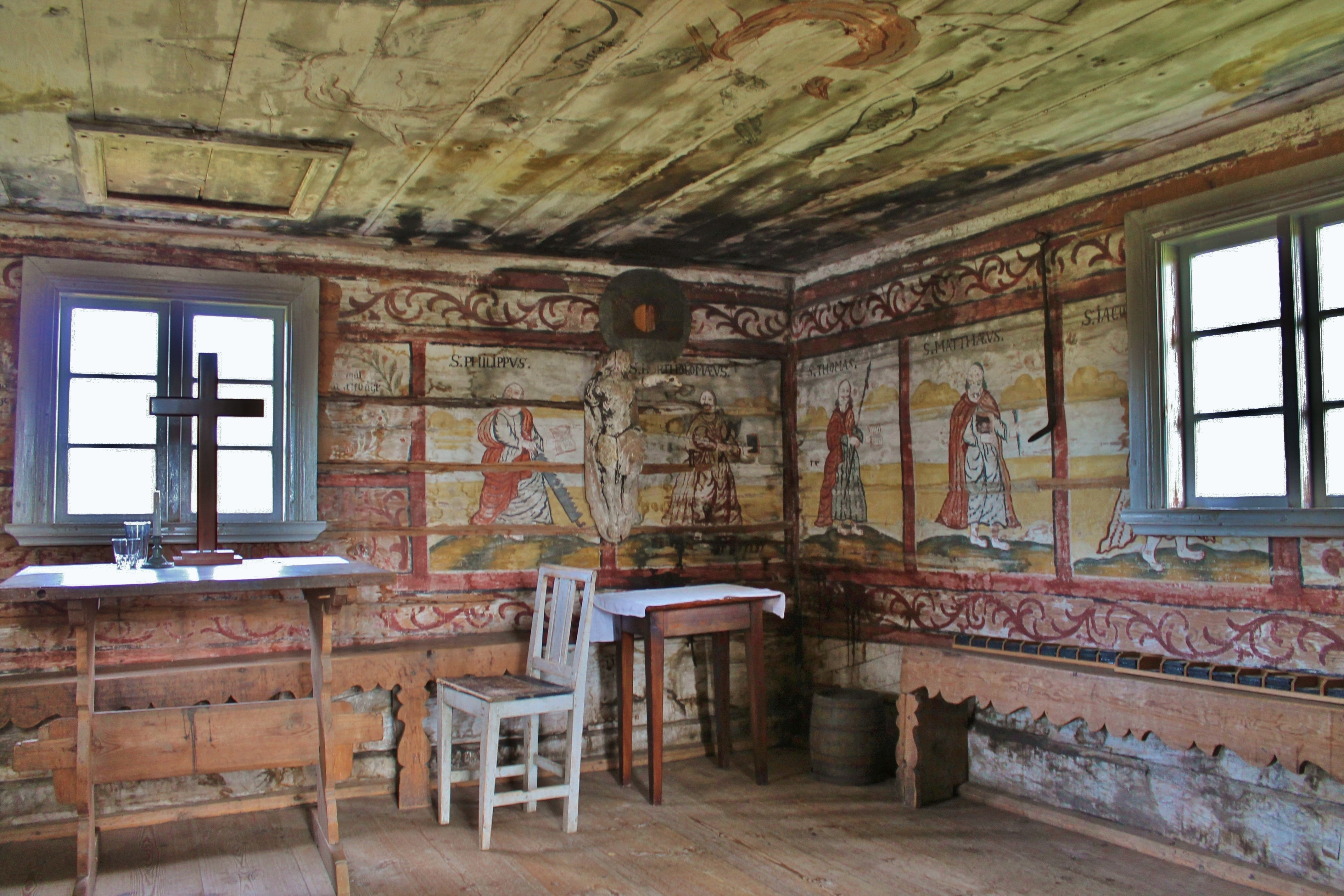
Sakristian dekorerad av Carl Ruth 1735.
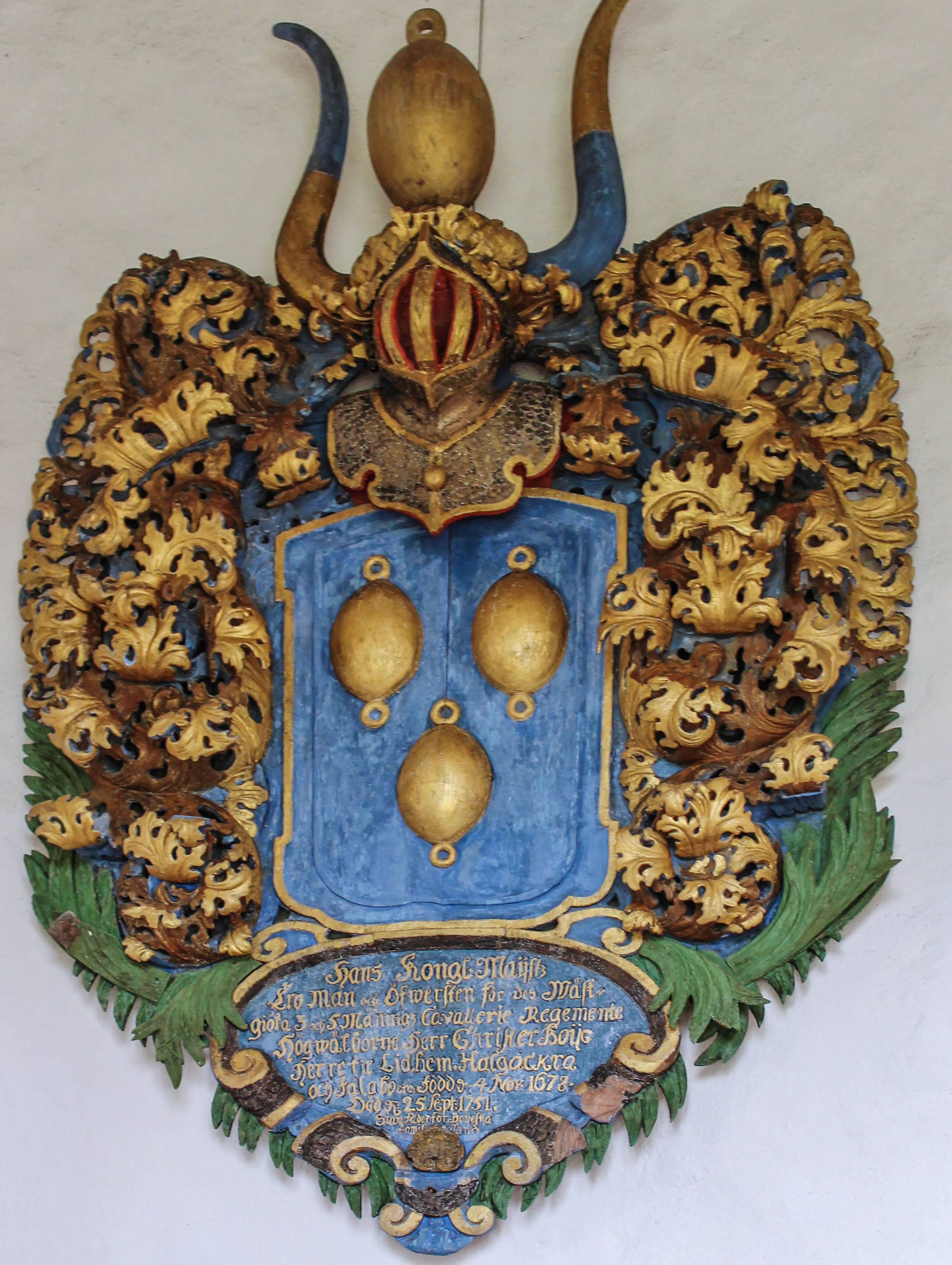
Huvudbaner över Christer Boije, död 1751.
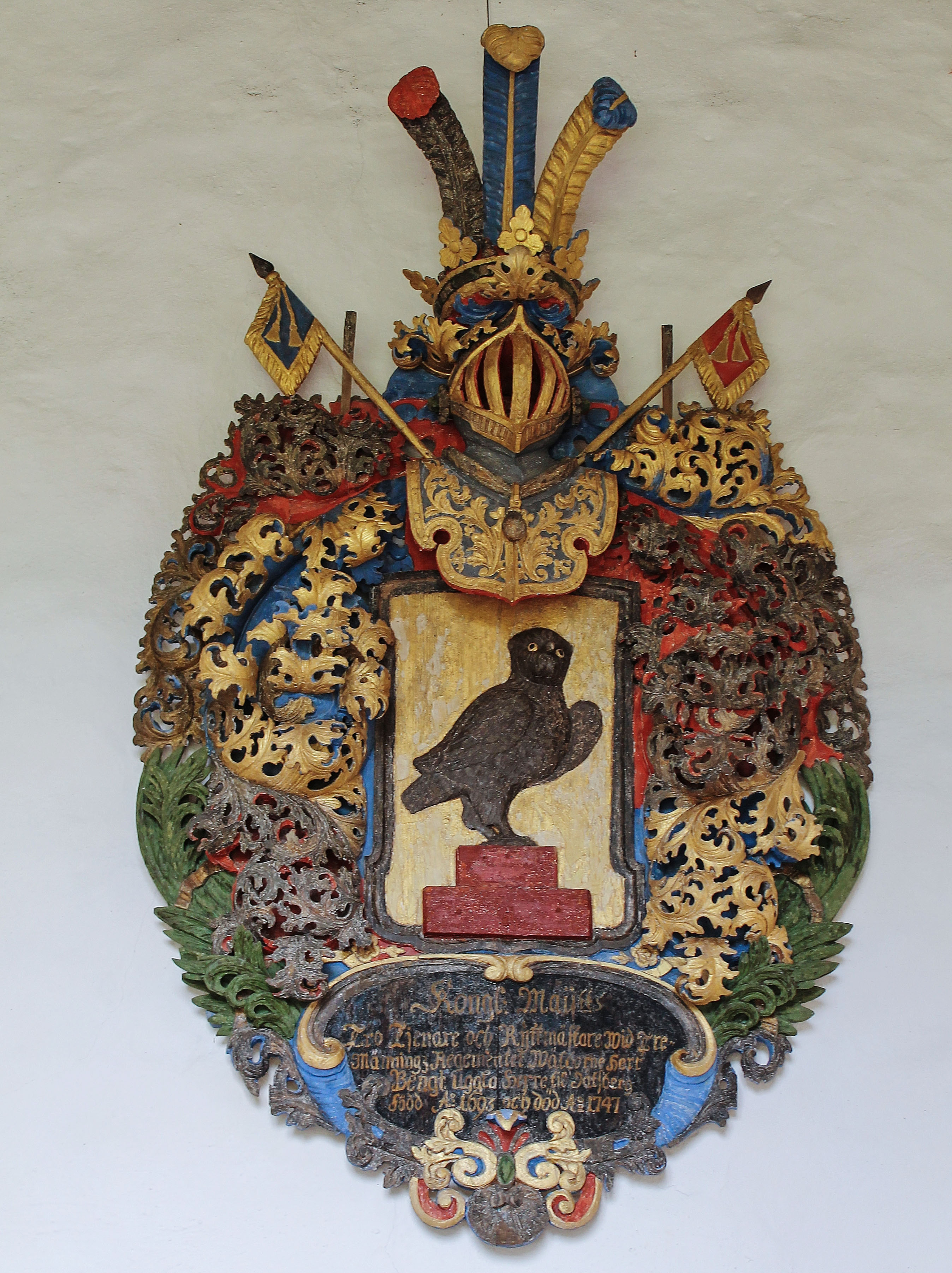
Huvudbaner över Bengt Uggla, död 1747.
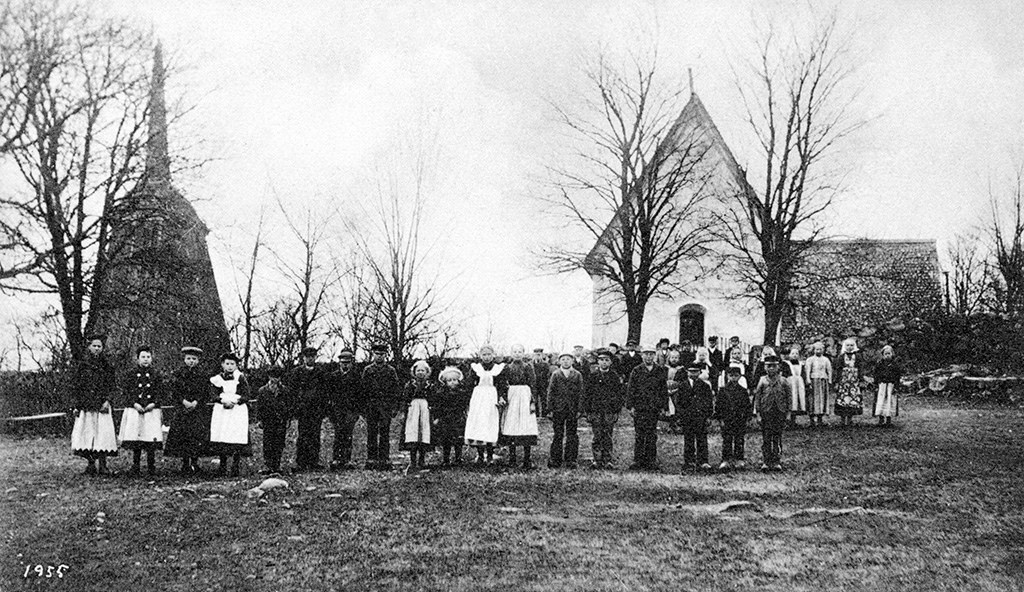
Barn uppradade framför kyrkan med klocktorn, runt 1900.

## Målningar[2]

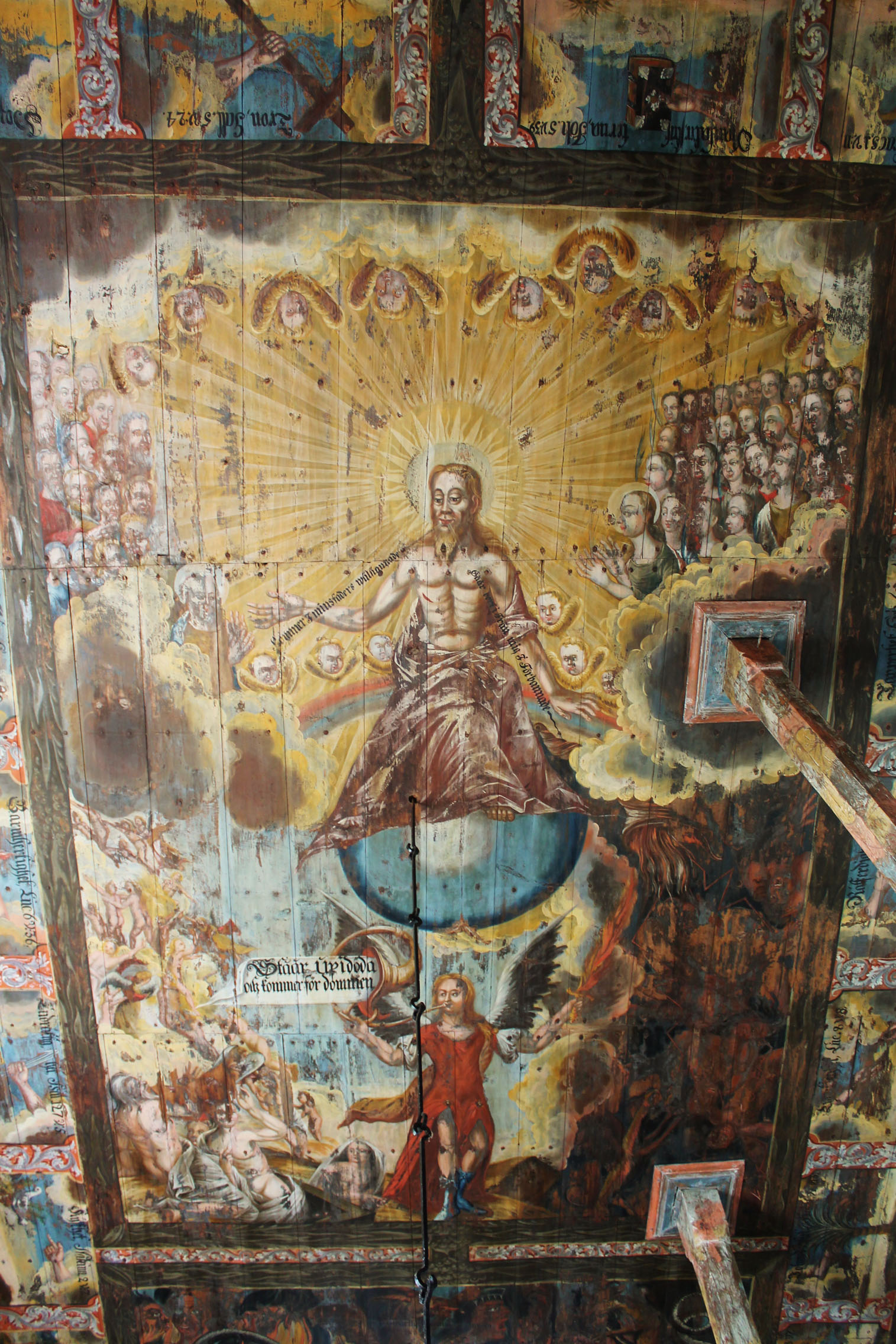
Yttersta domen. Johan Christian Zschotzschers takmålning från 1749.
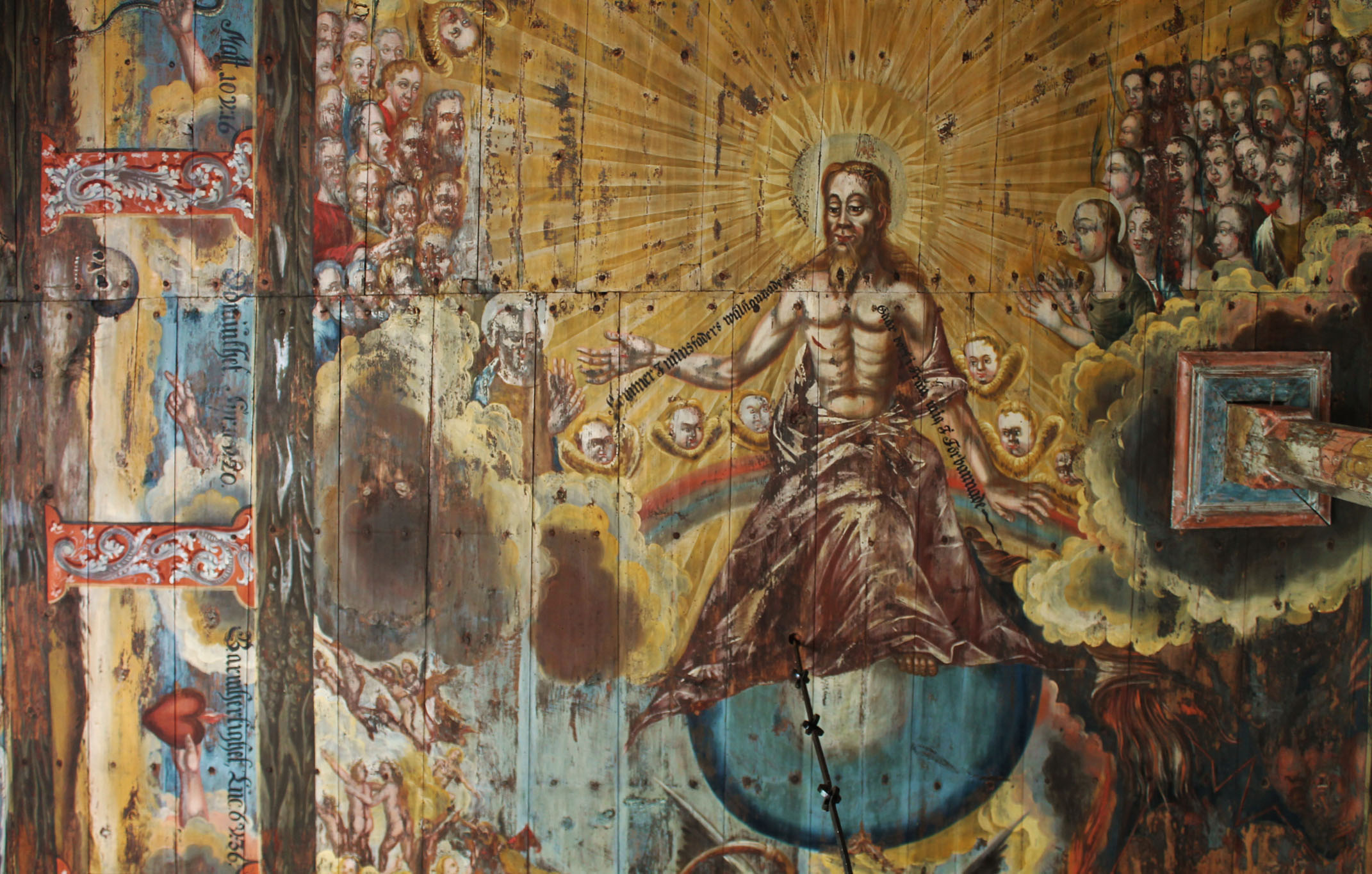
Kristus som världsdomare.
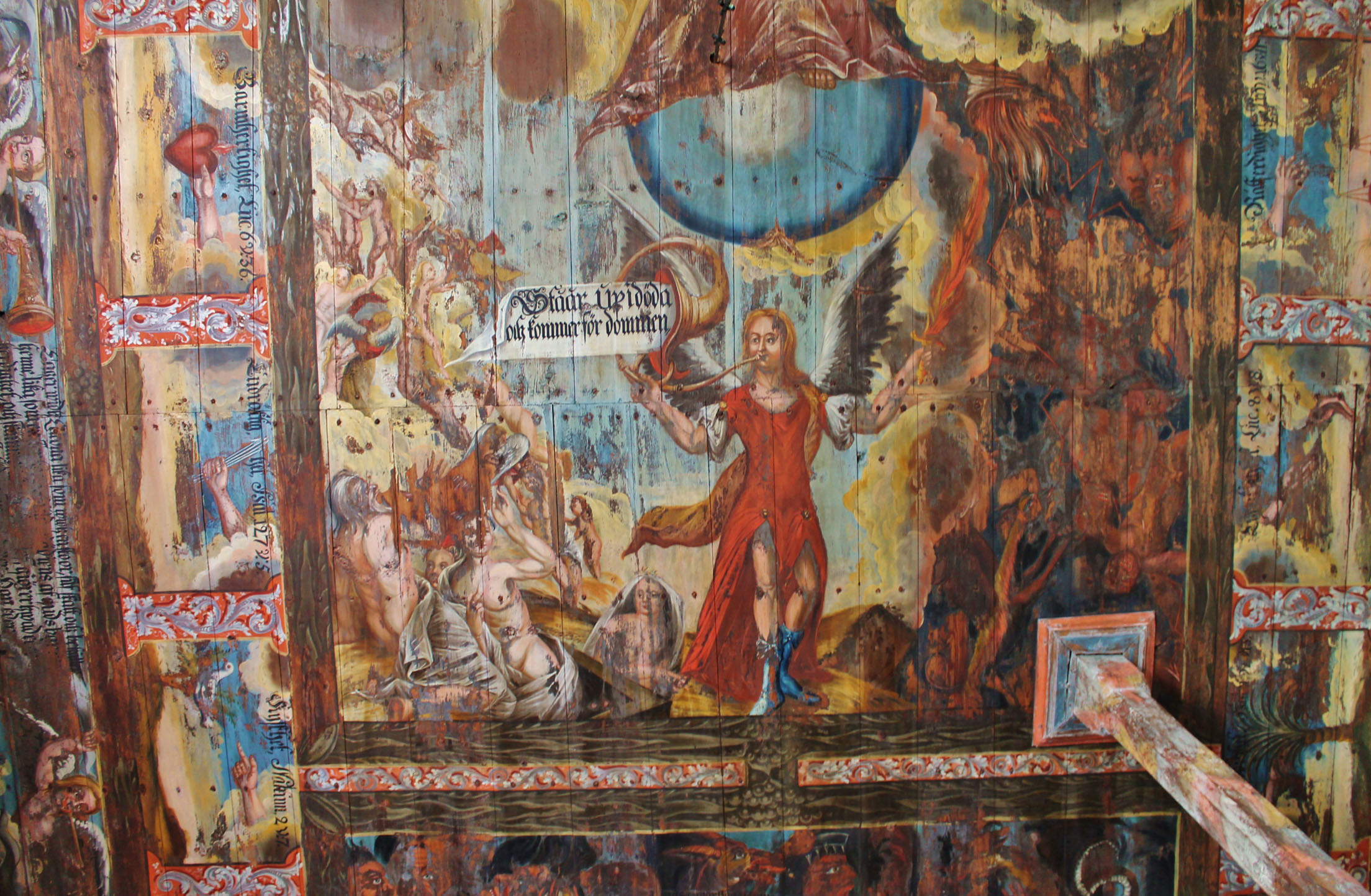
Ärkeängeln Mikael blåser i domsbasunen.
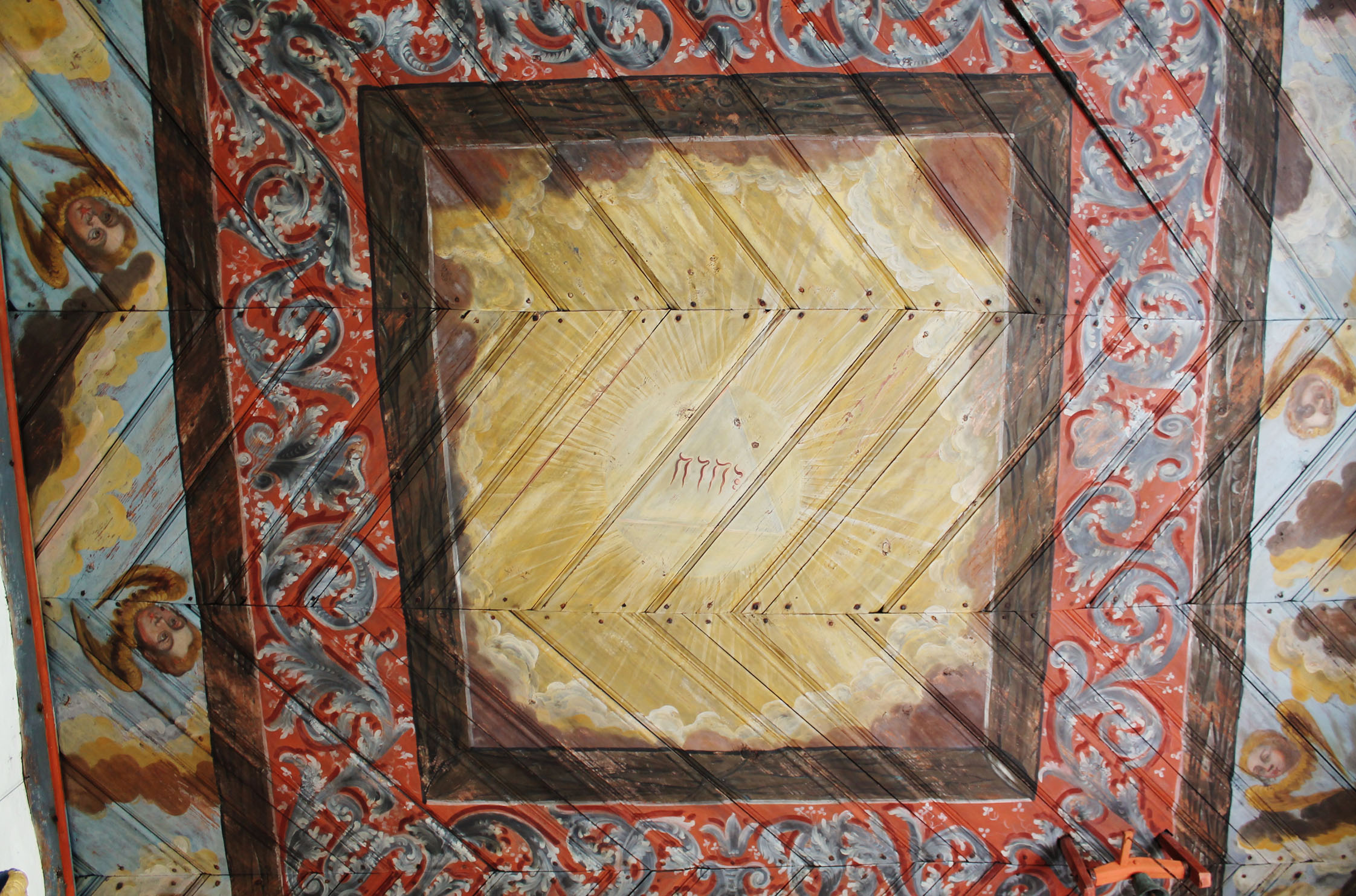
Målning i kortaket av J. C Zschotzscher. Guds namn i en strålsol.
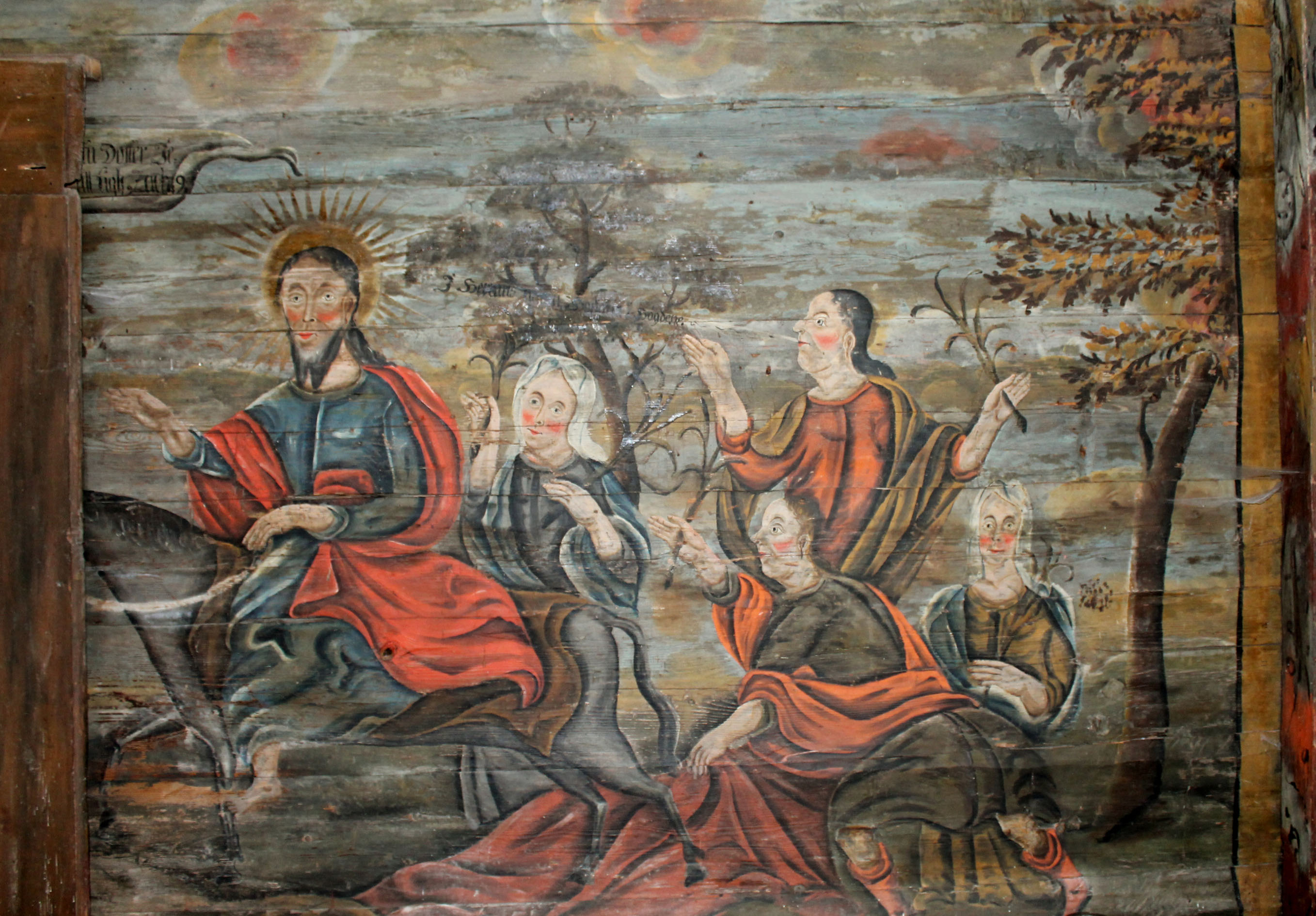
Kristi intåg i Jerusalem. Väggmålning i vapenhuset 1758 av Per Olsson.
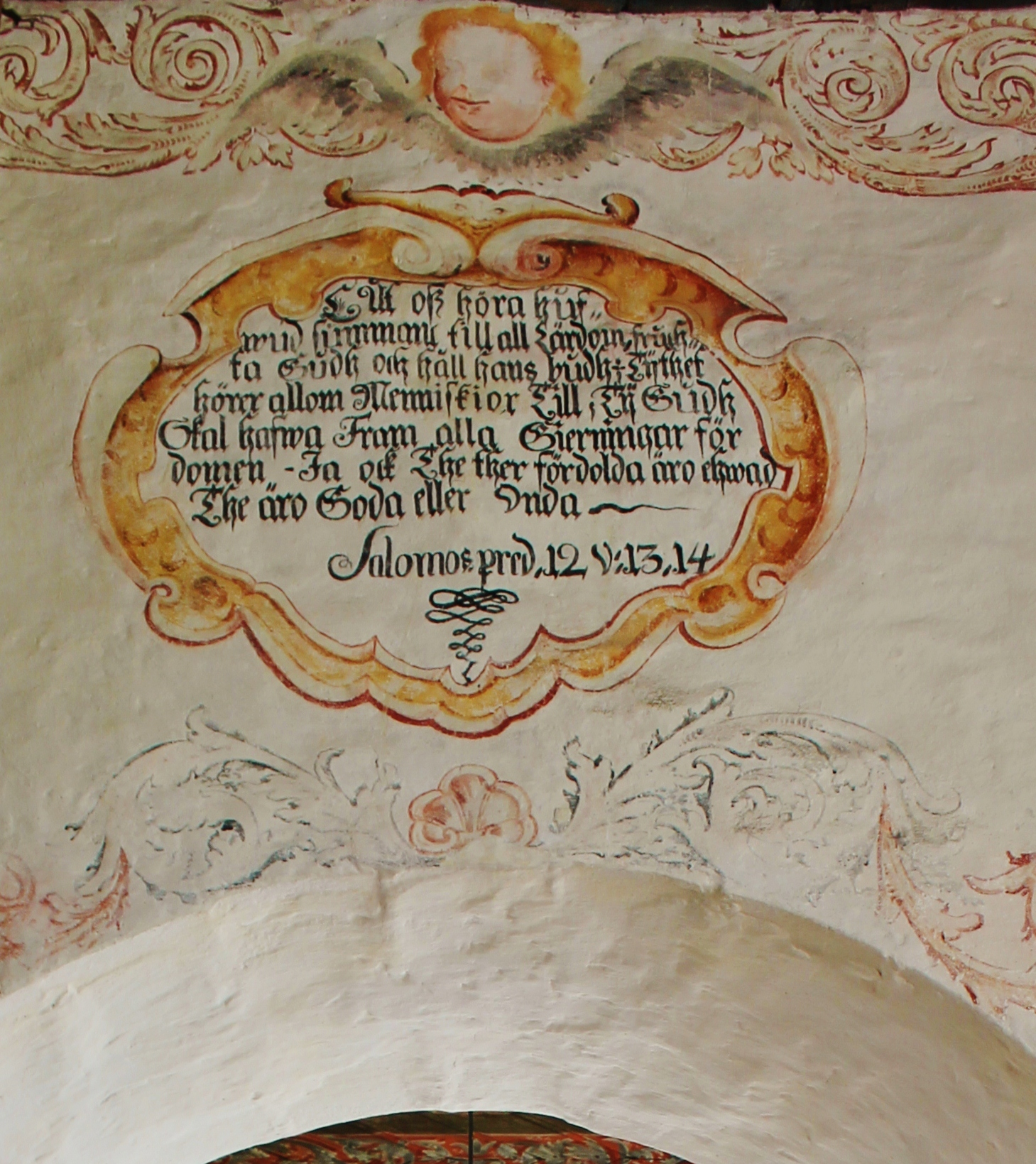
Inskription på triumfbågen.